# 八里岗遗址
八里岗遗址位于河南省邓州市以东湍河南岸八里岗西北的坡状高岗上，属于是新石器时代的古文化部落遗址，距今约6800年，文化层厚3到5米，面积近九万平方米。该遗址于1957年发现，1994年被评为当年的全国十大考古新发现。